# Tripoli, bel suol d'amore
Pour plus de détails, voir Fiche technique et Distribution.
Tripoli, bel suol d'amore, également connu sous le titre I quattro bersaglieri, est une comédie de guerre italienne réalisée par Ferruccio Cerio et sortie en 1954.
Il tire son titre d'une chanson traditionnelle éponyme qui figure en bonne place sur la bande originale. L'intrigue s'inspire au départ de celle des Trois Mousquetaires, mais se développe ensuite vers une histoire complètement différente. Le film est tourné en Ferraniacolor et enregistre 1 893 129 entrées pour des recettes de 248 millions de lires au box-office Italie 1954-1955.
Il a pour toile de fond la guerre de Libye entre l'Italie et l'Empire ottoman en 1911. Un jeune homme de la campagne se porte volontaire pour rejoindre les Bersaglieri, mais se heurte rapidement à trois camarades autoritaires. Ils en veulent au nouveau venu parce que Maria, la fille du maréchal, dont ils sont tous amoureux, s'est intéressée au jeune homme. Cependant, tous finissent par devenir des amis proches. Lorsque la guerre éclate, ils se rendent à Tripoli pour combattre, accompagnés de Maria qui s'est engagée dans la Croix-Rouge.

## Synopsis
Le jeune Alberto Ruotolo quitte sa petite maison de campagne pour aller travailler comme bersaglier. Mais l'ambiance n'est pas au beau fixe dans le corps d'infanterie, car trois bersaglieri orgueilleux et indisciplinés posent de nombreux problèmes et suscitent l'agacement du maréchal Nerone. Lorsque la nouvelle recrue Alberto arrive, le trio, composé de l'aîné des trois, Giulio Cesare, un ancien sous-officier rétrogradé, Renato et Ferruccio, le voient d'une mauvais œil parce qu'il a osé parler à Maria, la fille du maréchal Carocci. Dans un premier temps, le trio, épris de Maria, ne manque pas une occasion de s'en prendre à Alberto car il devient le favori de Maria. Finalement, les quatre hommes finissent par se lier d'amitié et le trio se résigne piteusement au choix de la jeune fille. Renato revoit alors celle qui, quelques années plus tôt, était censée être sa fiancée, Nadia, devenue danseuse dans des spectacles de variétés après avoir quitté la campagne. Mais soudain, la guerre italo-turque éclate et les bersaglieri sont envoyés la combattre à Tripoli, en Libye italienne.
Ne pouvant rester séparées de leurs fiancés, Nadia et Maria parviennent à s'enrôler comme femmes de la Croix-Rouge et à les rejoindre en Libye. Mais les Arabes attaquent la colonne de la Croix-Rouge et l'intervention des bersaglieri n'empêche pas un ennemi de battre Nadia à mort. Lorsque Renato découvre qu'il ne peut plus rien faire pour elle, il l'épouse in extremis sur son lit de mort, après quoi il part avec ses trois amis et le maréchal Néron pour une mission extrêmement dangereuse. L'opération réussit et le groupe est sauvé par une importante troupe de bersaglieri, mais le maréchal Nero est abattu et meurt.
À son retour de la guerre, Giulio Cesare obtient enfin, grâce à la mission accomplie, le rang qu'il désirait, devenant maréchal et remplaçant Nerone tombé au combat, tandis qu'Alberto, heureux, peut enfin épouser Maria.

## Fiche technique
- Titre original italien : Tripoli, bel suol d'amore (litt. « Tripoli, belle terre d'amour ») ou I quattro bersaglieri[2],[1] (litt. « Les Quatre Bersagliers »)
- Réalisateur : Ferruccio Cerio
- Scénario : Mario Francisci, Alessandro Ferraù (it), Giuseppe Mangione, Sergio Sollima
- Photographie : Mario Montuori
- Musique : Franco D'Achiardi (it)
- Décors : Giulio Bongini
- Production : Mario Francisci
- Société de production : Laura Film
- Pays de production :  Italie
- Langue originale : italien
- Format : couleurs par Ferraniacolor - 1,37:1 - Son mono - 35 mm
- Durée : 85 minutes
- Genre : comédie de guerre
- Dates de sortie :
  - Italie : 1954 (visa délivré le 30 janvier 1954)

## Distribution
- Alberto Sordi : Alberto Ruotolo
- Lyla Rocco : Maria Carocci
- Mario Riva : Giulio Cesare Stoppani
- Maurizio Arena : Ferruccio
- Fulvia Franco : Nadia
- Mirko Ellis : Renato
- Luigi Pavese : Maréchal Neron
- Riccardo Billi : Maréchal Carocci
- Andrea Checchi : Capitaine Andreasi
- Luciana Piperno : Isabella
- Gian Aldo Bettoni : Colonel
- Gianni Rizzo : Rudi
- Giannina Chiantoni : la mère de Giulio Cesare
- Mino Doro : excellence
- Rossana Galli : crocerossina
- Pasquale Campagnola : sergent de la patrouille
- Maria Pia Conte : une petite fille